# Luna 24
La sonda sovietica Luna 24, anche nota come Lunnik 24, è stata l'ultima missione spaziale del programma Luna, nonché la terza missione sovietica ad immagazzinare campioni di suolo lunare per inviarli successivamente a Terra (le prime due erano state la Luna 16 e la Luna 20).
Il modulo di terra è allunato con successo il 18 agosto 1976 nel Mare Crisium, dove ha raccolto 170,1 grammi di suolo lunare che ha rispedito sulla Terra. I campioni sono stati paracadutati il 22 agosto 1976 in Siberia, circa 200 km a sudest della città di Surgut.

## Svolgimento della missione
In seguito ad una correzione orbitale eseguita l'11 agosto 1976, Luna 24 è entrata in orbita lunare tre giorni più tardi. Dopo alcune modificazioni rispetto ai parametri orbitali originari la sonda è allunata, il 18 agosto, a 12° 45' di latitudine nord e 62° 12' di latitudine est, non lontano dal luogo d'allunaggio della Luna 23.
Dopo l'allunaggio, Luna 24 ha atteso di ricevere dalla Terra i comandi relativi al dispiegamento del braccio robotico e al suo utilizzo per raccogliere campioni di suolo lunare da inserire nell'apposita capsula di ritorno; il braccio è penetrato nel terreno per una profondità di due metri. Dopo circa un giorno, Luna 24 è decollata dalla Luna e si è diretta verso Terra, dove è atterrata il 22 agosto

## Dati scientifici
Gli studi compiuti sui 170,1 grammi di materiale lunare hanno rivelato una struttura laminare, apparentemente dovuta all'accumulo di materiali successivi. Una piccola parte del materiale è stato messo a disposizione della NASA nel dicembre 1976.
L'analisi dei campioni di suolo lunare ha dimostrato l'esistenza di acqua, molto prima delle missioni susseguenti della NASA come
Clementine (1994), Lunar Prospector (1998) e soprattutto LCROSS (2009).

## Parametri orbitali
Segue un prospetto dei parametri orbitali e di atterraggio.